# 748 Air Service
748 Air Services is een Keniaanse luchtvaartmaatschappij met haar thuisbasis in Nairobi.

## Geschiedenis
748 Air Services is opgericht in 1994.Een maatschappij uit Sierra Leone met dezelfde naam staat op de zwarte lijst van de EU.

## Vloot
De vloot van 748 Air Services bestaat uit:(juni 2007)
- 1 HS780 Andover C.1
- 1 HS748-300
- 1 Bombardier DHC-8-100
- 1 Antonov AN-12
- 3 Antonov AN-32
- 1 Antonov AN-26
- 1 Antonov AN-28
- 1 LET 410